# Георгиев, Иво
Иво Георгиев (болг. Иво Георгиев; 12 мая 1972, София — 13 ноября 2021, София) — болгарский футболист, игравший на позиции нападающего.

## Клубная карьера
Профессиональную карьеру начал в 1987 году выступлениями за команду «Дебрецен», в которой провел 3 сезона, приняв участие в 68 матчах чемпионата. В составе «красно-белых» был одним из главных бомбардиров, имея среднюю результативность 0.53 гола за игру первенства.
В 1993 году защищал цвета клуба «Дороги».
Своей игрой за последнюю команду привлек внимание представителей тренерского штаба клуба «Корабостроитель», в состав которого присоединился в 1994 году. Отыграл за них следующий сезон своей игровой карьеры. Большинство времени, проведенного в составе «Корабостроителя», являлся основным игроком атакующего звена команды. В новом клубе был среди лучших бомбардиров, отмечаясь забитым голом в среднем в каждой третьей игре чемпионата.
В сезоне 1995/96 забил 21 гол и стал лучшим бомбардиров в национальном чемпионате. Летом 1996 года выступал за «Спартак» (Варна) в кубке Интертото, после чего был продан в швейцарский «Арау» за 550 000 долларов.
Впоследствии с 1997 по 2001 года играл в составе команд «Левски», «Спартак» (Варна), «Вальдхоф», «Арау», «Добруджа» и «Гонвед».
Завершил игровую карьеру в команде «Ботев» (Враца), за которую выступал в течение 2002 года.

## Карьера за сборную
Единственный матч за национальную сборную Болгарии провёл 28 мая 1996 года в товарищеской игре против сборной Македонии (3:0), в котором также отметился забитым голом. Был включён в состав на чемпионат Европы 1996 в Англии.

## Смерть
Умер 13 ноября 2021, на 50-м году жизни, в городе София от острой сердечно-сосудистой недостаточности.

## Достижения

### Индивидуальные
- Лучший бомбардир чемпионата Болгарии: 1995/1996 (21 гол)